# Tratado de fronteira entre Bolívia e Chile de 1874
O Tratado de Fronteira entre a República do Chile e a República da Bolívia de 1874 é um tratado internacional assinado em 6 de agosto de 1874 na cidade de Sucre, Bolívia, por Mariano Baptista e Carlos Walker Martínez, representando a Bolívia e o Chile, respectivamente, que substituiu o anterior de 1866.
Este tratado estabeleceu a linha fronteiriça entre os dois países no paralelo 24°S, eliminando a comunidade de direitos estabelecido no tratado de 1866, sobre os produtos provenientes da exploração e os direitos de exportação percebidos sobre os minerais extraídos no território compreendido entre os paralelos 23ºS a 25ºS, com exceção do guano. Além disso, a Bolívia concordou em não aumentar os direitos de exportação sobre os minerais explorados durante 25 anos - no território situado entre os paralelos 23ºS e 24ºS - para pessoas, capitais e empresas chilenas, que não estariam sujeitos a mais tributos  do que os então existentes durante o período supracitado. O descumprimento desta última cláusula em 1879 foi o detonante  ou casus belli da Guerra do Pacífico.